# Alessandro Lambruschini
Pour les articles homonymes, voir Lambruschini.
Alessandro Lambruschini (né le 7 janvier 1965 à Fucecchio) est un athlète italien, spécialiste du 3 000 mètres steeple, actif dans les années 1990.

## Biographie
Alessandro Lambruschini est connu pour son manque de technique sur les haies.[réf. nécessaire] Il mesure 1,78 m pour 63 kg.
Son meilleur temps est de 8 min 8 s 78 à Stuttgart le 21 août 1993.
Il remporte, en juillet 1994 à Helsinki, en 8 min 28 s 68, le titre de champion d'Europe de sa discipline.
L'athlète italien sera médaillé deux autres fois aux championnats d'Europe : en bronze en 1990 à Split et en argent en 1998 à Budapest.
Il prend la troisième place de sa spécialité aux championnats du monde organisés en 1993 à Stuttgart.

### Palmarès
| Date | Compétition                | Lieu                  | Résultat | Performance   |
| ---- | -------------------------- | --------------------- | -------- | ------------- |
| 1987 | Jeux méditerranéens        | Lattaquié             | 1er      | 8 min 19 s 72 |
| 1987 | Championnats du monde      | Rome                  | 9e       | 8 min 24 s 25 |
| 1988 | Jeux olympiques d'été      | Séoul                 | 4e       | 8 min 12 s 17 |
| 1989 | Coupe d'Europe des nations | Gateshead             | 1er      | 8 min 34 s 06 |
| 1989 | Coupe du monde des nations | Barcelone             | 2e       | 8 min 21 s 75 |
| 1990 | Championnats d'Europe      | Split                 | 3e       | 8 min 15 s 82 |
| 1991 | Coupe d'Europe des nations | Francfort-sur-le-Main | 1er      | 8 min 29 s 62 |
| 1991 | Jeux méditerranéens        | Athènes               | 1er      | 8 min 21 s 58 |
| 1992 | Jeux olympiques d'été      | Barcelone             | 4e       | 8 min 15 s 52 |
| 1993 | Championnats du monde      | Stuttgart             | 3e       | 8 min 08 s 78 |
| 1994 | Coupe d'Europe des nations | Birmingham            | 1er      | 8 min 24 s 98 |
| 1994 | Coupe du monde des nations | Londres               | 3e       | 8 min 40 s 34 |
| 1994 | Championnats d'Europe      | Helsinki              | 1er      | 8 min 28 s 68 |
| 1995 | Coupe d'Europe des nations | Villeneuve-d'Ascq     | 1er      | 8 min 21 s 94 |
| 1995 | Championnats du monde      | Göteborg              | 10e      | 8 min 22 s 64 |
| 1996 | Jeux olympiques d'été      | Atlanta               | 3e       | 8 min 11 s 28 |
| 1997 | Coupe d'Europe des nations | Munich                | 2e       | 8 min 36 s 15 |
| 1998 | Coupe d'Europe des nations | Saint-Pétersbourg     | 1er      | 8 min 32 s 96 |
| 1998 | Coupe du monde des nations | Johannesbourg         | 4e       | 8 min 54 s 10 |
| 1998 | Championnats d'Europe      | Budapest              | 2e       | 8 min 16 s 70 |

### Records
| Épreuve              | Performance   | Lieu      | Date         |
| -------------------- | ------------- | --------- | ------------ |
| 3 000 mètres steeple | 8 min 08 s 78 | Stuttgart | 21 août 1993 |